# RMS Campania

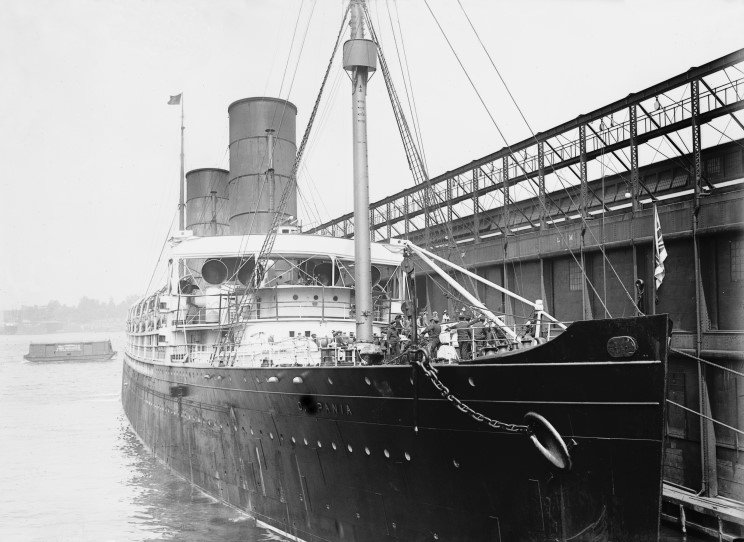

«Кампания» — британский пассажирский лайнер судоходной компании «Кунард Лайн». Был построен и спущен на воду в 1892 году и являлся самым быстрым пассажирским лайнером, из-за чего завладел «Голубой Лентой Атлантики».

## История
Судоходная компания «Кунард Лайн» очень хотела завладеть «Голубой Лентой Атлантики». Поэтому, в 1891 году она решила построить два лайнера, которые смогли бы завладеть этой наградой. И в этом же году был подписан контракт на строительство этих судов. В 1892 году на воду спустили первое быстроходное судно — «Кампанию», а в 1893, второе судно — «Луканию». Кампания и Лукания стали очень популярными и вмиг понравились всем британцам. До спуска на воду Лукании, Кампания была самым быстрым пассажирским судном и вмиг завладела Голубой Лентой Атлантики. Но как оказалось, Лукания могла развивать скорость значительно выше, чем Кампания, поэтому в 1895 году Лукания отобрала Голубую Ленту Атлантики у своей «сестры», и удерживала её до тех пор, пока быстроходный немецкий лайнер «Кайзер Вильгельм дер Гроссе» не отобрал её. Кампания затонула в 1918 году, из-за столкновения с другим лайнером.

## Технические характеристики
Кампания была пассажирским лайнером небольшого размера. Она имела 2 трубы, каждая из которых вела к угольным топкам. Имела две невысокие мачты — на первой была штурманская площадка (воронье гнездо). Помещения лайнера были очень скромными. На Кампании могли путешествовать только пассажиры 2 и 3-го класса. Корабль имел 2 винта. Из-за такого количества винтов Кампания развивала высокую скорость, хотя значительно уступала своей «сестре» Лукании.

## Первый рейс
Первый рейс Кампания совершила в 1892 году, перевозя пассажиров через Атлантику. Это судно являлось Королевским почтовым пароходом. Кампания перевозила множество писем через Атлантику. Она завладела Голубой Лентой Атлантики, заслужила популярность и пользовалась успехом, но в 1895 году популярность и награду отобрала Лукания — близнец Кампании. После этого Кампания осталась в стороне, но продолжала обслуживать пассажирскую трансатлантическую линию.